# Отт, Фёдор Иванович
Отт Фёдор (Фридрих) Иванович (Ионафантович) (Тheodor Ott) (28 октября (8 ноября) 1790 — 26 марта (7 апреля) 1851) — военный инженер, участник Отечественной войны 1812 года и Зарубежных походов 1813—1814 годов, коллежский советник и кавалер, директор ремесленного училища и богадельни Императорского Московского воспитательного дома, калужский помещик. Основатель русского дворянского рода Отт.

## Происхождение
Старший сын «болярина» Ионафана (Ионатана) — Джонатана (Иоанна — Жанна) Отта (Jonathan Ott) (21.09.1761, Страсбург — 14.12.1839, с. Плохино, Жиздринский у., Калужская губ.), советника королевско-польской службы, австро-французского купца, впоследствии надворного советника и калужского помещика, в русских источниках именуемого Иваном Ивановичем Оттом. Мать — Анна Мария Грейнер (16.11.1767, с. Петербург — 1818), с.-петербургская домовладелица, в русских источниках — Анна Ивановна Отт, единственная дочь уроженца г. Гамбурга, магистра философии (теологии) Венского университета (8.05.1756), пастора и педагога Johanna Matthiasa Greinerа (26.08.1734 — 10.07.1767, С.-Петербург), c 20.02.1766 служившего пастором в евангелическо-лютеранской церкви Св. Петра и Павла в С.-Петербурге и преподававшего в Главном немецком училище при церкви (Петришуле). Она же внучка статского советника, известного российского учёного и члена С.-Петербургской Академии наук, действительного статского советника Якоба Яковлевича Штелина фон (10.05.1709 — 25.06.1785), женатого на Елизавете Рейхмут (? — 1801), дочери пастора. Старший брат Розины (1792 -?), Софии-Луизы (1794 — после 1822), Михеля-Михаила (1797-?) Ионафановых (Ивановых) Отт.

## Биография
Воспитывался в Горном кадетском корпусе. Из кадетов Горного корпуса, по успешно сданному вступительному экзамену, с 1 ноября 1810 года, в возрасте 20 лет, зачислен в первый набор (пятый из тридцати курсантов) слушателей высочайше учреждённого Института инженеров путей сообщения. По окончании 1-го курса (класса) наук, по экзамену, из воспитанников института с 12 июня 1811 года пожалован прапорщиком. Приказом от 27 июня 1811 № 28, по Корпусу инженеров путей сообщения (К. И. П. С.), утверждён в чине прапорщика, с причислением к корпусу, и с оставлением при институте для окончания курса наук. В лето 1811 года проходил практические занятия в С.-Петербурге и его окрестностях. Осенью 1811 продолжил образование во 2-м классе Института инженеров путей сообщения. По выпускному экзамену от 8 — 9 мая 1812 года, из прапорщиков с 11 июня 1812 высочайше пожалован подпоручиком, и приказом от 4 июля 1812 № 34, по К. И. П. С., произведён в инженер — подпоручики корпуса. С началом Отечественной войны 1812 года, по высочайшему повелению, определён подпоручиком 1-й бригады инженеров военных сообщений и направлен в распоряжение 2-й действующей армии, с квартирой в Луцке. За «отличную ревность и усердие к службе» в сражении под Бородино, приказом главнокомандующего, ген.-фельдмаршала князя Кутузова — Смоленского, с 29 октября 1812 произведён инженер-поручиком (утверждён в чине приказом от 11.04.1813 г. № 14 по К. И. П. С., старшинство в чине считалось с 26.08.1812 г.). В зиму 1812—1813 годов из действующей армии направлен в С.-Петербург для продолжения образования в Институте инженеров путей сообщения. С 10 марта 1813 года вновь направлен в действующую армию, в составе которой участвовал в Зарубежных походах 1813—1814 годов: приказом от 1 апреля 1813 № 13, по К. И. П. С., «до последования на то высочайшего соизволения» определён инженер-поручиком 3-го класса по штату 1-го округа К. И. П. С.; за «неусыпные труды в нынешнюю кампанию», приказом от 13 июня 1813, высочайше пожалован кавалером ордена Святой Анны 3-й степени; за отличия «оказанные в разных делах против неприятеля в течение нынешней кампании», приказом от 26 февраля 1814, высочайше пожалован кавалером ордена Святого Владимира 4-й степени с бантом; за отличие, оказанное 2 — 5 февраля 1814 года в сражениях при Сезане и Монмирале, в команде ген.-квартирмейстера, ген.-лейтенанта барона Ивана Ивановича фон Дибича, с 28 апреля 1814 произведён в инженер-капитаны (приказ по К. И. П. С. № 22 от 25.10.1814 г., старшинство в чине считалось с 5.02.1814 г.). Находясь в Австрии, был уволен в отпуск «до излечения», и на 10 декабря 1814 года состоял в резерве инженеров сухопутных сообщений Главного управления путей сообщений, в должности инженера 2-го класса. На основании высочайшего повеления, приказом по К. И. П. С. № 3 от 3.02.1815 г., старшинство в чине находившихся при действующей армии инженеров корпуса велено считать «не со дня их утверждениях в чинах, но со дня оказанного ими отличия в делах против неприятеля, за которые удостоены повышением чинов». Из резервных инженер-капитанов, с 5 мая 1815 года назначен для «продолжения снятия и нивелирования Архангелогородского тракта». По прошению, «за болезнями», с 30 апреля 1816 уволен от службы, с пожалованием чина майора и правом ношения мундира К. И. П. С. (приказ по корпусу № 7 от 6.05.1816 г.). За отличия в Отечественной войне 1812 г. и в Зарубежных походах 1813—1814 гг., кроме кавалерственных орденов, был награжден серебряными медалями «В память Отечественной войны 1812» и «За взятие Парижа 19 марта 1814» и золотой шпагой с надписью — «За храбрость».
Был в отставке с 1816 по 1830 год, занимаясь устройством благоприобретённого отцом имения в Калужской губернии — селом Плохино с сельцом Красногорск. Одной из ценностей имения был строевой и дровяной лес разных пород. В объявлении 1828 года говорилось:
«Калужской губернии, Жиздринского уезда, при селе Плохино свалено бурей в сентябре месяце сего года примерно до тысячи десятин дровяного, строевого и пилового береженаго заказу, из елей, сосны, осиннику и несколько дубу состоящего, которые по сему случаю в продажу назначены; сбыт оному лесу удобный как на месте пиленному, и в срубах на бывающих еженедельно при селе Плохине значительных торжках, и в Орловскую и другие степные губернии, кои, привозя хлеб, обратно снабжаются не только строевым лесом, но и дровами, так и на весенний сплав по рекам: Вытебеди, Жиздре и Оке вниз в Козельск, Калугу и далее. Желающие купить оный лес могут адресоваться либо письменно по почте в город Козельск, на имя майора Фёдора Ивановича Отт, либо явиться лично в село Плохино, к управляющему для осмотра леса и узнания цены».
В 1830 году, в том же чине — майора Корпуса инженеров путей сообщения, прикомандировывается, по ведомству Московского опекунского совета, к строительной комиссии при Императорском Московском Воспитательном доме. Высочайшим указом от 10.06.1830, исключён из списков Корпуса инженеров путей сообщения и переименован в надворные советники, с оставлением при Воспитательном доме. В следующем году назначен директором при ремесленном училище и богадельне Московского воспитательного дома. В той должности, указом от 16 октября 1836 года, высочайше пожалован в чин коллежского советника, со старшинством с 20 ноября 1835 года. По прошению, в 1837 году вышел в отставку.
После отставки жил в калужском имении — селе Плохино, Жиздринского у., подаренном ему отцом в 1834 году, в котором было, по 8-й ревизии — 1834 г., 46 дворовых и 615 муж. пола крестьянских душ, а всего 661 муж. пола ревизских душ. Его супруге — Эмилии Францовой Отт, принадлежало имение в соседнем сельце Красногорском, Козельского у., купленном от свёкра в 1832 году, в котором было, по 8-й ревизии — 1834 г., 27 муж. пола ревизских душ. В том же имении — селе Плохино, при Воскресенской церкви, был похоронен вместе с супругой и несколькими сыновьями.
По заслугам, определением Калужского дворянского собрания от 20 октября 1836 г., с потомством внесен в 3-ю часть ДРК Калужской губернии. Утверждён в потомственном дворянстве сенатским указом № 1886 от 6. 06.1840, по Калужской губернии.

## Семья
Был женат на девице Эмилии-Вильгельмине Францовне, урождённой Папигни (1796—1853, с. Плохино, Жиздринский у.), от которой имел пятерых сыновей и дочь.
- Сын: Фёдор Фёдорович Отт (1821, с. Плохино — 1852, с. Плохино) — инженер-капитан. По ведомству Корпуса инженеров путей сообщения — Ф. Ф. Отт 1-й.
- Сын — Лев Фёдорович Отт (1822, с. Плохино — 1862, с. Плохино) — надворный советник, чиновник Министерства финансов. После отставки жил в родовом калужском имении.
- Сын: Владимир Фёдорович Отт (22.07.1824, с. Плохино — 20.09.1879, с. Афимьево, Вышневолоцкий уезд) — действительный статский советник, начальник Козлово-Воронежско-Ростовской железной дороги, штатный инженер V класса Министерства путей сообщений. Почётный мировой судья Вышневолоцкого уезда. Тверской помещик, родоначальник тверской ветви дворян Отт[9]. Помещик благоприобретенного имения (243 десятин 2031 сажени земли) в селе Афимьино, Вышневолоцкого уезда Тверской губернии, при церкви которой был похоронен. За ним же имение в деревне Вышней-Колоколенке, Вышневолоцкого у., в коем, по 10-й ревизии — 1858 г., было ревизских 44 муж. пола души, с землей, к деревне принадлежащей, всего 300 десятин. Был женат на девице Екатерине Фёдоровне Пыжевой (27.10.1825 -?)[10], дочери отставного капитан-лейтенанта 3-го ластового экипажа Фёдора Николаевича Пыжева (1789—1836) и девицы Варвары Михайловны Милюковой. В браке имел сыновей Владимира (1848 г. р.), Фёдора (1855 г. р.), Михаила (1859 г. р.), дочерей Клавдию (1850 г.р.), Юлию (1856 г.р.) и Веру (1858 г.р.). С супругой и старшими детьми, определением Тверского дворянского собрания от 1856, внесен в III ч. дворянской родословной книги (ДРК) по Тверской губернии, по Вышневолоцкому уезду; младшие дети сопричислены определением от 1860 года.

- Сын: Оскар Фёдорович Отт (8.08.1828, с. Плохино — 29.11.1883, с. Плохино) — действительный статский советник, совещательный член Ветеринарного комитета Министерства внутренних дел, новгородский вице-губернатор, управляющий Гродненской казённой палатой, почётный мировой судья Жиздринского и Козельского уездов Калужской губернии, почётный гражданин г. Малая Вишера Новгородской губернии. Наследник родового имения в с. Плохино и сц. Красногорском Калужской губ. Помещик родового с. Плохино Жиздринского у., в коем за ним было до 2 000 десятин земли. С 11.01.1853 года был женат на дочери коллежского регистратора Василия Семёновича Кашкина, девице Надежде Васильевне Кашкиной (1833 — после 1917), от которой оставил четырёх сыновей: Дмитрия, Владимира, Александра, Георгия — и шесть дочерей: Ольгу, Марию, Надежду, Софию, Ариадну, Елизавету.
- Сын: Николай Фёдорович Отт (16.05.1832, с. Плохино — 14.05.1873, С.-Петербург) — титулярный советник, мировой посредник по крестьянским делам присутствия Владимирской губернии. Был женат на девице Екатерине Борисовне Пестель, дочери владимирского вице-губернатора Бориса Ивановича Пестель и родной племяннице декабриста, полковника Павла Ивановича Пестель, руководителя Южного общества, казнённого на кронверке Петропавловской крепости. В браке с Е. Б. Пестель имел единственную дочь — Софию (1848 - 1932), которая была замужем за участковым судебным следователем, титулярным советником Владимиром Сергеевичем Норманом (27.08.1847 — 23.12.1886).
- Дочь — Екатерина Фёдоровна Отт (? — после 1858) — девица.